# HQ-7

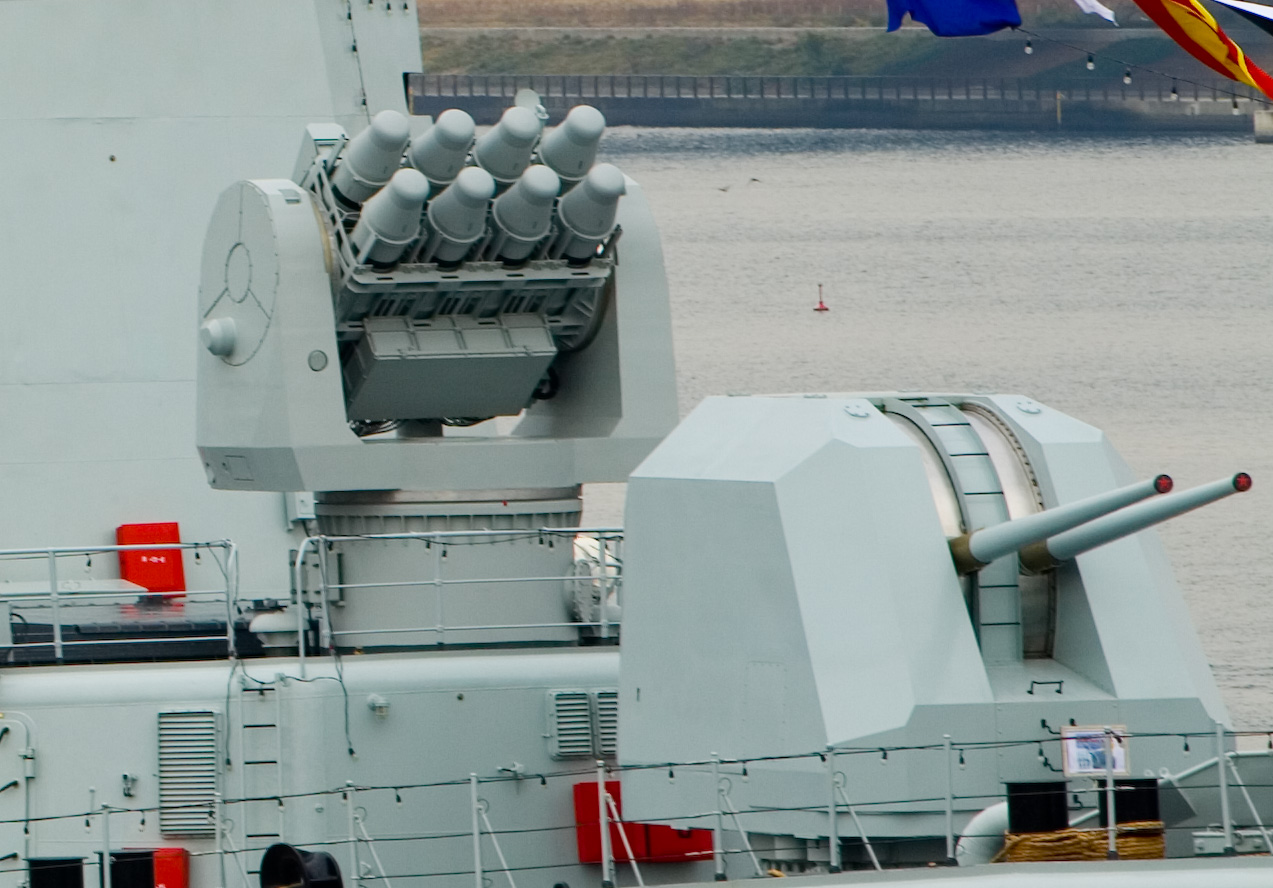
구축함에 장착된 중국판 크로탈 미사일

HQ-7은 중국판 크로탈 미사일이다. 프랑스에서 시험용으로 도입한 크로탈 미사일을 역설계해서 만들었다.
크로탈 미사일은 프랑스산 지대공 미사일로서, 중국, 북한, 이란, 대한민국, 사우디아라비아 등에 수출되었다.

## 같이 보기
- 크로탈 미사일
- 천마 미사일 - 한국판 크로탈 미사일
- HQ-9 - 중국판 패트리어트 미사일